# Star Wars: Odboj
Star Wars: Odboj je americký animovaný televizní seriál ze světa Star Wars. Je inspirován stylem anime a produkován společností Lucasfilm Animation. První díl měl premiéru 7. října 2018 na Disney Channel, později bude ve Spojených státech vysílán také na Disney XD. Odehrává se bezprostředně před filmem Star Wars: Síla se probouzí.
Dne 9. ledna 2019 byla objednána druhá řada. Měla premiéru dne 6. října 2019 a jedná se o finální řadu seriálu, jejíž vysílání skončilo 26. ledna 2020.

## Obsazení

### Hlavní role
- Christopher Sean[6] (v českém znění Ondřej Havel) jako Kazuda Xiono[7]
- Scott Lawrence[6] (v českém znění Jan Vondráček) jako Jarek Yeager[7]
- Josh Brener[6] (v českém znění Matouš Ruml) jako Neeku Vozo[7]
- Suzie McGrath[6] (v českém znění Vendula Příhodová) Tam Ryvora[7]
- Bobby Moynihan[6] (v českém znění Ota Jirák) jako Orka[7]
- Jim Rash[6] jako Flix[7]
- Donald Faison[6] jako Hype Fazon[7]
- Myrna Velasco[6] jako (v českém znění Berenika Kohoutová) Torra Doza[7]
- Lex Lang[6] jako major Vonreg[7]
- Stephen Stanton jako Griff Hollaron[8]
- Mary Elizabeth McGlynn jako Freya Fenris[8]
- Diedrich Bader jako Bo Keevil [8]
- Carolyn Hennesy jako generálka Leia Organa[7]

### Vedlejší role
- Oscar Isaac jako (v českém znění Filip Blažek) Poe Dameron[6]
- Gwendoline Christie (v českém znění Stanislava Jachnická) jako kapitánka Phasma[6]
- Ellen Dubin jako kapitán Phasma (2. řada)
- Liam McIntyre jako komandér Pyre
- Elijah Wood (v českém znění Oldřich Hajlich) jako Jace Rucklin
- Carolyn Hennesy jako generálka Leia Organa
- Tova Feldshuh (v českém znění Zuzana Skalická) jako Teta Z

Droid BB-8 se objevil v první řadě po většinu času.

### Hostující role
- Anthony Daniels (v českém znění Jaroslav Plesl) jako C-3PO
- Rachael MacFarlane jako Lin Gaava
- Frank Welker jako Chelidae
- Matthew Wood jako Ello Asty a Kylo Ren
- Joe Manganiello jako Ax Tagrin
- Daveed Diggs jako Norath Kev
- Lucy Lawless jako královna Aeosianů

## Vysílání
| Řada | Díly | Premiéra v USA | Premiéra v USA  | Premiéra v ČR      | Premiéra v ČR |
| Řada | Díly | První díl      | Poslední díl    | První díl          | Poslední díl  |
| ---- | ---- | -------------- | --------------- | ------------------ | ------------- |
| 1    | 21   | 7. října 2018  | 17. března 2019 | 24. listopadu 2018 | bude oznámeno |
| 2    | 19   | 6. října 2019  | 26. ledna 2020  | bude oznámeno      | bude oznámeno |